# 巴勒爾灣

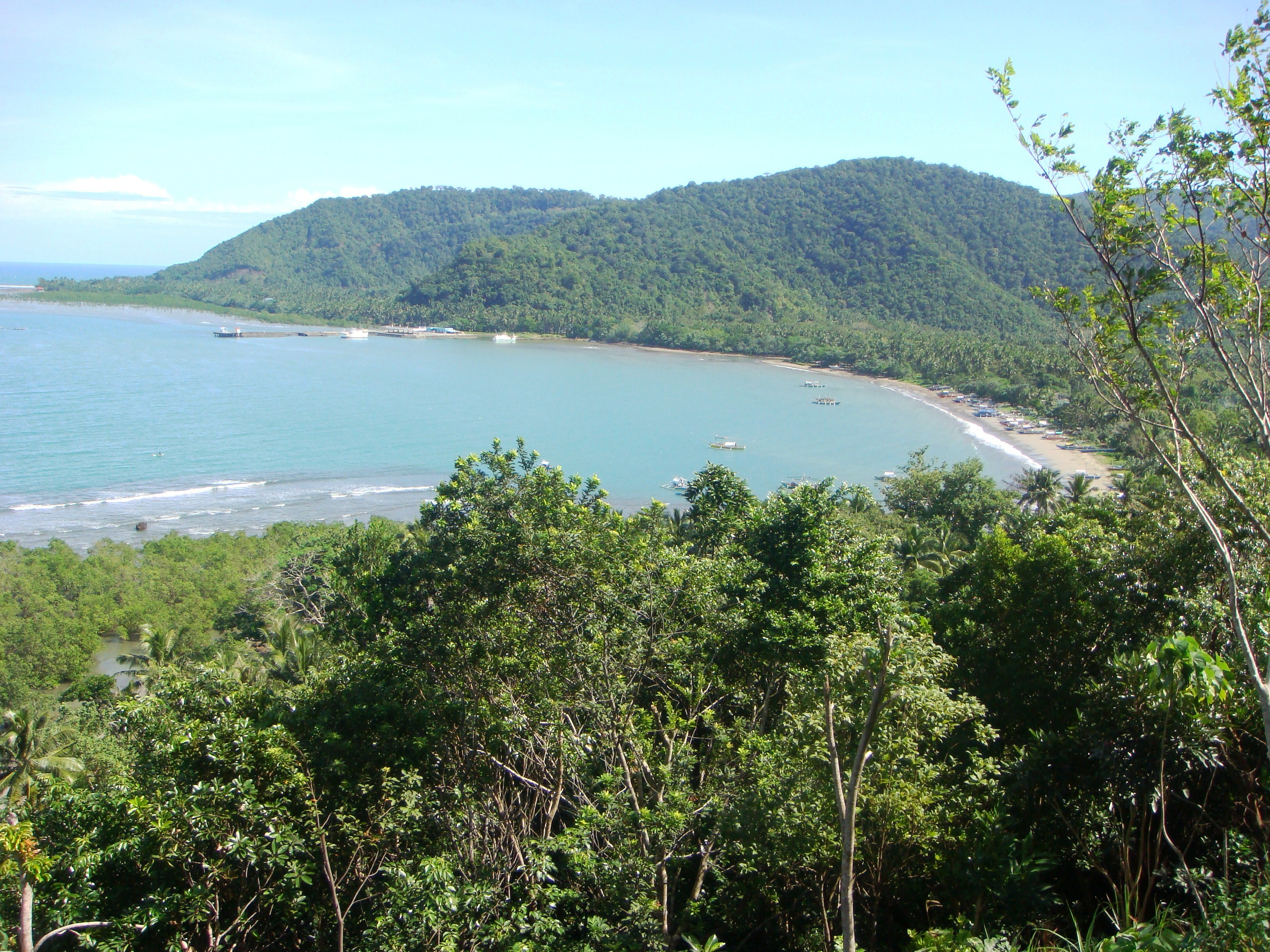
巴勒爾灣

巴勒爾灣（英語：Baler Bay）位於菲律賓呂宋島東北處，其三面被奥羅拉省包圍。
每年九月至隔年三月，巴勒爾灣被認定為衝浪的好去處。電影現代啟示錄於1976年在此拍攝。1997年起，該灣澳開始舉辦「奥羅拉盃衝浪賽」。